# Epirhyssa orientalis
Epirhyssa orientalis är en stekelart som först beskrevs av Kamath och Gupta 1972.  Epirhyssa orientalis ingår i släktet Epirhyssa och familjen brokparasitsteklar. Inga underarter finns listade i Catalogue of Life.